# Dariusch Rezaie
Dariusch Rezaie (auch: Dariusch Resaie; Dariusch Resainedschad, international auch Darioush Rezaeinejad; persisch داریوش رضایی‌نژاد Dariusch Rezai-Neschad, DMG Dāriyūš Reżāi-Nežād; * um 1976; † 23. Juli 2011 in Teheran) war ein iranischer Wissenschaftler.

## Leben und Tod
Rezaie wird wahlweise als „postgradualer Student“ der Elektrotechnik oder als Nuklearwissenschaftler, der am iranischen Atomprogramm beteiligt war, beschrieben. Er stand mit der K. N. Toosi University of Technology in Verbindung.
Am 23. Juli 2011 wurde Dariusch Rezaie in Teheran mit zwei Schüssen getötet, während er zusammen mit seiner Frau seine Tochter aus dem Kindergarten abholen wollte. Iranische Behörden vermuteten, dass der israelische Geheimdienst Mossad das Attentat an dem 35-jährigen Wissenschaftler in Auftrag gegeben hat, um das iranische Atomprogramm zu sabotieren. Der Tod Rezaies reiht sich ein in eine Anschlagserie, die am 12. Januar 2010 mit der Ermordung des theoretischen Teilchenphysikers Massud Ali-Mohammadis begann.